# Misstaget
För andra betydelser, se Misstag.
Misstaget (The Hard Way) är den tionde boken om Jack Reacher skriven av Lee Child. Boken utkom 2006 och publiceras på svenska av Damm Förlag. Kommer ut på svenska som inbunden juni 2008, CD-bok juni 2008 med Magnus Roosmann som inläsare.